# Quest (zespół muzyczny)
Quest – polski zespół muzyczny, wykonujący disco polo. Ma single tak jak "Niespotykana", "Weekendowy sen", "Te quiero".

## Historia zespołu
Formacja  QUEST powstała na początku 2000 roku z inicjatywy Dariusza Kilanowskiego i Jacka Kozakiewicza.
Boysband tworzyło 5-ciu chłopaków z Płocka. Przez lata skład zespołu się zmieniał. Obecny skład to
Kilanowski Dariusz, Grzegorz Woja i Mateusz Marcinkowski
W swojej dyskografii ma 3 albumy i 15 singli. Największe przeboje to: „Te Quiero”, „Droga, która mnie prowadzi”, „Niespotykana”, „Inna”, ,,Moja naj". 

## Dyskografia

### Albumy
| Rok  | Album                      |
| ---- | -------------------------- |
| 2000 | Czemu tak                  |
| 2002 | Droga, która mnie prowadzi |
| 2010 | Spectrum                   |

### Single
| Rok                                     | Tytuł | Pozycja na liście | Certyfikat         |
| Rok                                     | Tytuł | POL Dance         | Certyfikat         |
| --------------------------------------- | --- | ----------------- | ------------------ |
| 2006                                    | "Impreza" |                   |                    |
| 2007 2008 2012 2014 2015 2015 2016 2017 | "Piekła Dotyk" "Hazard" "Sexem pachnie noc" "Te Quiero" "Weekendowy sen" "Tylko Ty (wyśniona)" „Niespotykana” „Moja naj” | 19 42             | złota płyta        |
| 2018 2018 2019 2021 2022 2023           | "Seniorita" „Inna” "Jedno Wiem" "Kobiety nie zrozumiesz" "Przecież Wiesz" "Chodź" "Małolata"                             |                   | - POL: złota płyta |
| „–” singel nie był notowany             | |                   |                    |